# Brixia mauritiensis
Brixia mauritiensis är en insektsart som beskrevs av Williams 1975. Brixia mauritiensis ingår i släktet Brixia och familjen kilstritar. Inga underarter finns listade i Catalogue of Life.